# Yasu

Yasu (野洲市 Yasu-shi?) este un municipiu din Japonia, prefectura Shiga.